# Jozef Van Lerius
Joseph Henri François (Jozef) Van Lerius (Boom, 23 december 1823 - Mechelen, 29 februari 1876) was een Belgisch kunstschilder, een van de vele protagonisten van de Antwerpse romantiek.

## Levensloop
Op zeer jonge leeftijd (1838-1839) was hij reeds als tekenaar leerling op de Brusselse Academie. Het daaropvolgende schooljaar bekwaamde hij zich verder in de schilderkunst te Antwerpen onder leiding van Gustave Wappers (1839-1844). In 1852 ondernam hij een reis door Duitsland en Italië.
In 1854 werd Van Lerius benoemd tot leraar in de basisvorming van het schilderen aan de Academie van Antwerpen. In die periode was hij een van de leermeesters van Lourens Alma Tadema, Aloïs Boudry, Gerard Portielje, Henri Van Dyck, Eugène Wolters en Piet Verhaert.
In 1875 deden zich de eerste tekenen van hersenvliesontsteking voor. Van Lerius overleed op 53-jarige leeftijd te Mechelen, waar hij behandeld werd. Na zijn dood werd hij als leraar opgevolgd door Karel Verlat.
In 1861 kreeg hij het ridderkruis in de Leopoldsorde en hij was drager van het ereteken van Ridder in de Orde van Sint-Michaël van Bayern (1869). Hij werd met nationale eer begraven op de begraafplaats Kiel en later overgebracht naar de begraafplaats Schoonselhof.

## Oeuvre
Van Lerius schilderde mythologische en Bijbelse taferelen, genrestukken en portretten.
Zijn werken hadden een sterk opvoedende inhoud, zoals zijn schilderij "De Lezing", dat twee meisjes voorstelt, van wie de ene leest en de andere luistert. "Paul en Virginie" was gebaseerd op een razend populaire Franse roman (1847). Zijn schilderij "Adam en Eva" (1848) werd zeer gewaardeerd. In 1852 kocht Victoria van Engeland het schilderij "Premier Né", dat een jong echtpaar voorstelt met een kindje. Het is nu nog altijd te bewonderen in Windsor Castle. Zijn bekendste werk is wellicht "Lady Godiva", te zien op het Antwerps Driejaarlijks Salon in 1870. De geëxposeerde versie werd gekocht door de Londense kunsthandelaar Henry Graves. Andere schilderijen van Van Lerius vonden hun weg naar San Francisco en Sint-Petersburg (een "Episode uit het leven van Jeanne d'Arc"). Een groot succes behaalde hij met "Assepoester", een voorstelling van de arme sprookjesheldin die zich uitslooft in de keuken terwijl haar stiefzussen zich opmaken voor het prinselijk bal. Voor de verkoop in de Verenigde Staten werkte hij samen met de Antwerpse kunsthandelaar Albert D'Huyvetter die een zaak had in New York.
Succeswerken zoals "Lady Godiva" en "Assepoester" ("Cinderella") werden via reproductiegravures op grote schaal verspreid.

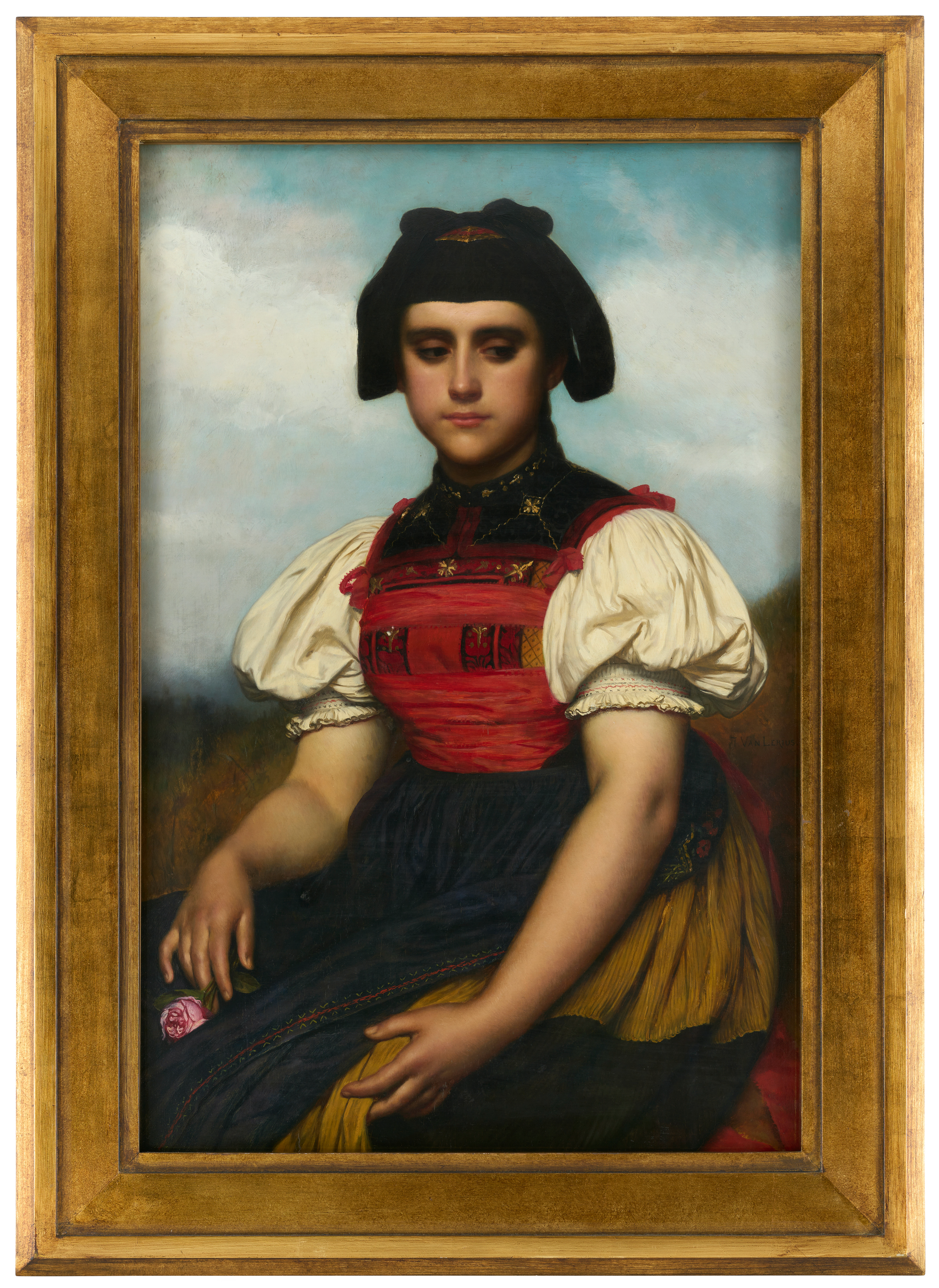
Jong meisje uit het Hotzenwald
Henriëtte Mayer van den Bergh
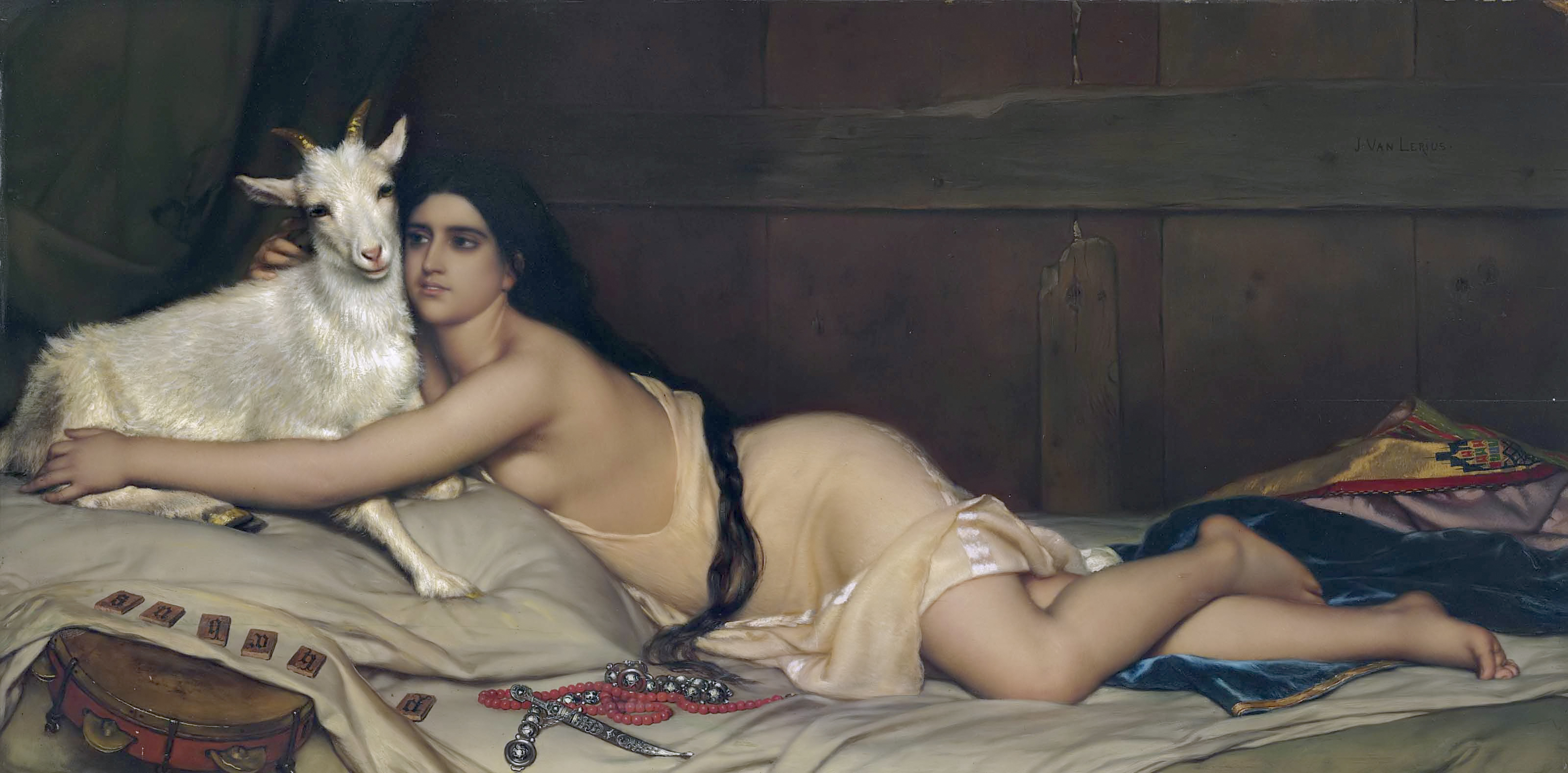
Esmeralda and Djali (1868)
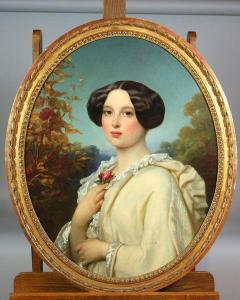
Vrouwenportret
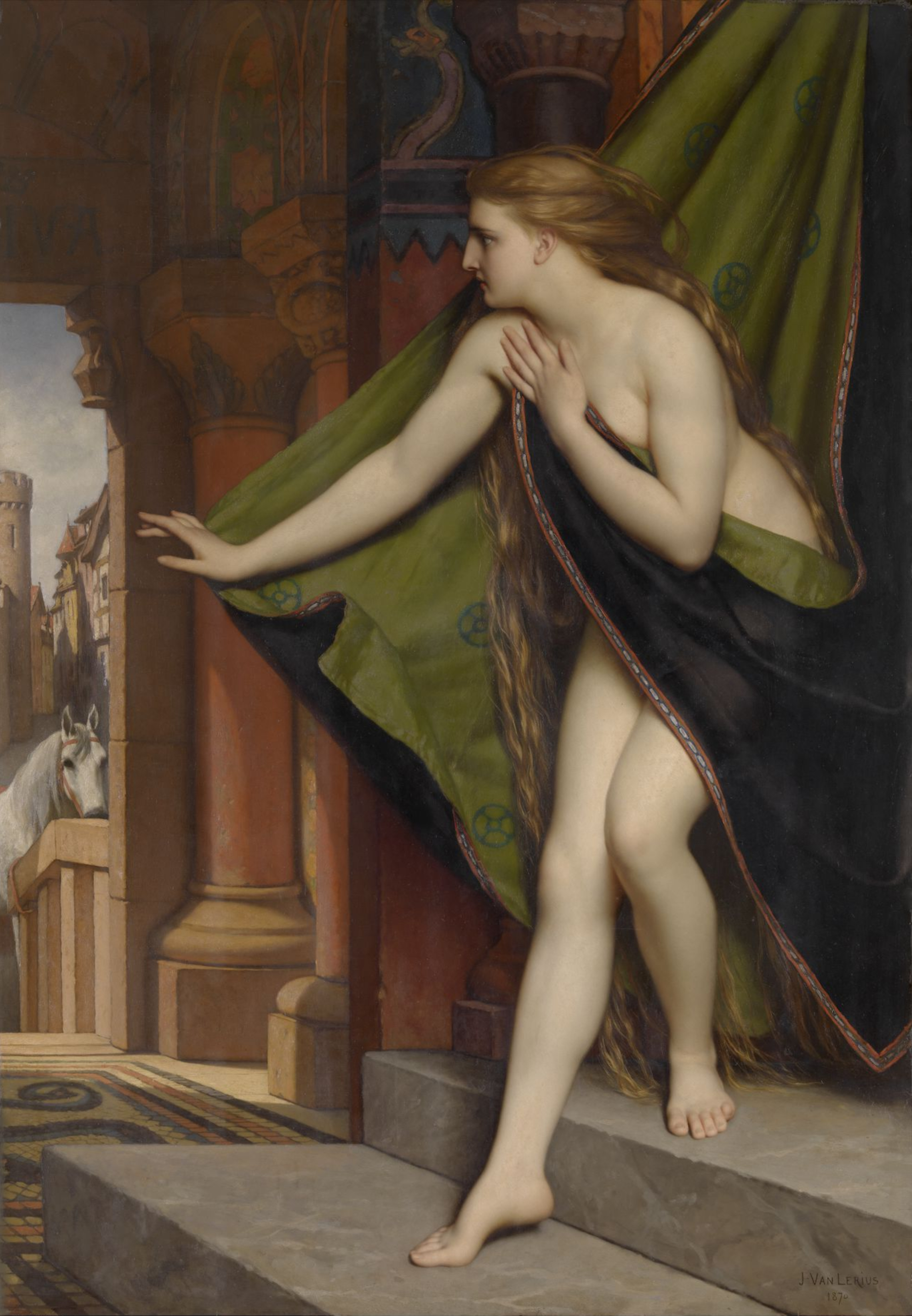
Lady Godiva

## Musea
- Antwerpen, K.M.S.K.
- Baltimore (Maryland), Peabody Art Collection : "Meisje met fruit in de armen"
- Brussel, K.M.S.K. van België
- Windsor, Windsor Castle